# Jean-Michel Martin
Pour les articles homonymes, voir Martin.
Jean-Michel Martin est un pilote automobile belge né le 19 juin 1953. Il a souvent piloté en compagnie de son frère Philippe.

## Biographie
Il commence la compétition en 1974 lors des 24 Heures de Spa (26 participations jusqu'en 2011, et encore une deuxième place en 2000 avec Tassin et Moreau sur BMW M3 Düller).
Après avoir arrêté sa carrière de pilote, il reprend une concession BMW (à l'instar d'autres pilotes tel Eddy Joosen) à Woluwe et y ouvre un showroom Mini ainsi qu'une seconde concession à Anderlecht. Peu après il obtient l'importation de la marque Alpina (seul préparateur - constructeur reconnu par BMW) et installe son showroom dans sa concession de Woluwé entièrement restaurée pour l'occasion. La marque Mini déménage vers zaventem dans une toute nouvelle concession spécialement construite pour la marque. Il ouvre également à Zaventem une concession Jaguar et Land Rover. En 2016 - 2017 il reprend les concessions Jaguar et Land Rover de Drogenbos et de Waterloo.
Il est le père de Maxime Martin, lui aussi pilote automobile.
En 2010, il termine encore deuxième du Grand Prix de Monaco Historique (série G).

## Palmarès
- Champion de Belgique des voitures de Tourisme (Production et/ou Groupe N) 1977[2], 1979, 1980[3], 1986[4] et 1989[5] (victoire de classe 3 en 1987; 2e en 1988 et 3e en 1984, l'un de ses principaux rivaux étant Alain Semoulin, lui aussi cinq fois champion de catégorie Production)
- Champion de Belgique des voitures de Tourisme Procar 1990[6] (2e en 1991)
- Vainqueur des 24 Heures de Spa en 1979, 1980, 1987 et 1992
- Vainqueur des 24 Heures du Nürburgring en 1992
- Vainqueur de la catégorie GTP aux 24 Heures du Mans 1980

## Résultats aux 24 Heures du Mans
| Année | Voiture            | Équipe                  | Équipiers                          | Résultat |
| ----- | ------------------ | ----------------------- | ---------------------------------- | -------- |
| 1980  | Rondeau M379       | Belga Jean Rondeau      | Gordon Spice / Philippe Martin     | 3e       |
| 1981  | De Cadenet-Lola LM | Alain de Cadenet Belga  | Alain de Cadenet / Philippe Martin | Abandon  |
| 1982  | Porsche 936C       | Belga Team Joest Racing | Bob Wollek / Philippe Martin       | Abandon  |
| 1983  | Porsche 936J       | Belga Team Joest Racing | Philippe Martin / Marc Duez        | Abandon  |
| 1984  | Mazda 727C         | Mazdaspeed Co. Ltd.     | David Kennedy / Philippe Martin    | 15e      |
| 1985  | Mazda 737C         | Mazdaspeed Co. Ltd.     | David Kennedy / Philippe Martin    | 19e      |
| 1986  | Spice SE86C        | Spice Engineering       | Gordon Spice / Ray Bellm           | 15e      |